# Denise Morgan
Denise Morgan (ur. 22 czerwca 1947 w Oakey w Queensland, w Australii, zm. 25 czerwca 2011 w Sydney) – australijska scenarzystka filmowa i producent filmowa.

## Wybrana filmografia
- 1971: Matlock Police
- 1979: Więźniarki
- 1985: An Indecent Obsession
- 1988: Zatoka serc
- 1996: Szczury wodne
- 2001: Córki McLeoda